# Военен вертолет
Военен вертолет означава вертолет, използван от въоръжените сили и за други цели по тяхното осигуряване.

## Видове
Използва се за разни цели в отделните видове въоръжени сили, родове войски и извън тях.
Според тяхното предназначение вертолетите могат да бъдат:
- бойни – вкл. ударни (атакуващи, нападателни)
- транспортни
- учебни
- за други задачи – разузнаване, евакуация на хора и др.